# خاقانی
افضل‌الدّین بدیل بن علی خاقانی شروانی، متخلّص به خاقانی (۵۲۰ قمری در شَروان – ۵۹۵ قمری در تبریز) از جملهٔ نامدارترین شاعران ایرانی و بزرگ‌ترین قصیده سرایان تاریخ شعر و ادب فارسی به‌شمار می‌آید. از القاب مهم وی حَسّان العجم است. آرامگاه وی واقع در شهر تبریز ایران است.

## زندگی
افضل‌الدین بدیل بن علی خاقانی حقایقی شَروانی در سال ۵۲۰ (قمری) در شهر شَروان به دنیا آمد.  تاریخ تولد او از اشاره‌های موجود در دیوان به‌دست آمده است. پدرش نجیب‌الدین علی مروی درودگر (نجار) بود. مادر او مسیحی نسطوری بود که به اسلام گرویده بود. عمویش کافی‌الدین عمر، طبیب و فیلسوف بود و خاقانی تا بیست‌وپنج سالگی در سایهٔ حمایت او بود و در نزد او انواع علوم ادبی و حکمی را فرا گرفت. چندی نیز در خدمت ابوالعلاء گنجه‌ای شاعر بزرگ معاصر خود که در دستگاه شروانشاهان به‌سر می‌برد، کسب فنون شاعری کرد. پس از آنکه ابوالعلاء وی را به خدمت خاقان منوچهر شروانشاه معرفی کرد لقب «خاقانی» بر او نهاد (پیش از آن متخلص به «حقایقی» بود) از آن پس خاقانی نزدیک به چهل سال وابسته به دربار شروانشاهان و در خدمت منوچهر شروانشاه، و پسر و جانشین او اخستان شروانشاه بود.
در حدود سال ۵۵۰ به امید دیدار استادان خراسان و دربارهای مشرق روی به عراق نهاد و تا ری رفت. در آنجا بیمار شد، و والی ری او را از ادامه سفر بازداشت و خاقانی مجبور به بازگشت به «حبسگاه شروان» گشت. پس از مدتی توقف در شروان به قصد حج و دیدن امرای عراقین از شروانشاه اجازهٔ سفر گرفت و در زیارت مکه و مدینه چندین قصیده سرود. در حدود سال ۵۵۱ یا ۵۵۲ سرگرم سرودن مثنوی تحفةالعراقین بود. در راه سفر به بغداد، از ایوان مدائن گذر کرد و قصیدهٔ غرای خود را دربارهٔ آن ساخت.
در بازگشت به شروان باز خاقانی به دربار شروانشاه پیوست. لیکن میان او و شروانشاه به علت نامعلومی کدورت ایجاد شد، و آنچنان‌که از قصیده‌های حبسیه که در دیوانش ثبت است برمی‌آید یک‌سالی را در حبس گذراند. بعد از چندی در حدود سال ۵۶۹ قمری به سفر حج رفت و بعد از بازگشت به شروان در سال ۵۷۱ فرزند بیست‌سالهٔ خود رشیدالدین را از دست داد و بعد از آن مصیبت مرگ همسر و مصائب دیگر بر او وارد شد. از آن پس میل به عزلت یافت و از خدمت دربار شروانشاهان کناره گرفت. در اواخر عمر در تبریز به سر می‌برد و در همان شهر درگذشت و در مقبرةالشعرا در محله سرخاب تبریز مدفون شد. سال وفات او را ۵۹۵ و هم ۵۸۲ نوشته‌اند.

## شَروان، زادگاه خاقانی
وی در تحفةالعراقین به صراحت خود را تُرک معرفی می‌کند منبع؟ و در اشعار وی نیز کلمات و اصطلاحات ترکی فراوان هستند که به‌کار بردن آنها توسط یک غیرترک غیرمنطقی به‌نظر می‌رسد.   (توجه:این ادعا در منابع نیامده) 
ابن حوقل می‌گوید: «مردم بردعه (مرکز قدیم اران) به ارّانی سخن می‌گویند». مقدسی در احسن‌التقاسیم توضیح بیشتر در بارهٔ آن زبان دارد و می‌گوید: «در ارّان به ارّانی سخن می‌گویند و فارسی ایشان قابل فهم است، و در پاره‌ای حرف‌ها به زبان خراسانی نزدیک است.» آمیزش لهجه‌ها و زبان‌های نواحی مختلف ایران، و رواج سخن خاقانی و نظامی به‌مدت هشتصد سال در سراسر ایران، موجب شد که بسیاری از تعبیرهای خاص آنان وارد فرهنگ‌ها یا زبان شاعران و نویسندگان دیگر درآید.
اما مهم‌ترین ویژگی نزهةالمجالس تا آنجا که به تاریخ ادبیات ایران مربوط می‌شود، ضبط و حفظ آثاری از حدود ۱۱۵ شاعر از شمال‌غرب ایران، از ارّان، شَروان و آذربایجان است که دیوان‌های آن‌ها از بین رفته است. از این رو، نزهةالمجالس آیینه‌ای از محیط ذوقی و ادبی و فرهنگی آن نواحی در قرن هفتم، و نموداری از حوزهٔ گستردهٔ زبان فارسی و فرهنگ ایرانی است. کاربرد فراوان تعبیرهای گفتاری در رباعی‌های نزهةالمجالس، موجب شده که تأثیر زبان پهلوی شمال‌غربی که زبان گفتاری مردم بوده است به‌روشنی قابل مشاهده باشد.
برخلاف شاعران اهل دیگر مناطق ایران در آن دوران که غالباً از طبقات بالای جامعه چون ادیبان، دیوانیان و دبیران بودند، در نواحی شمال غرب ایران بسیاری از شاعران از مردم عادی و پیشه‌وران و کارگران بودند و نام‌های آن‌ها چون سقّا، عصفوری (گنجشک‌فروش)، سرّاج، جاندار، لحافی و نظایر آن گواه این امر است. این شاعران غالباً تعبیرهای محاوره‌ای را در شعر خود به کار می‌بردند و از این طریق بسیاری از لغات و اصطلاحات فارسی خاص آن سامان را در اشعار خود به یادگار گذاشته‌اند. علاوه بر این، وجود آگاهی‌هایی از آداب و رسوم، زندگی روزمره، پوشاک، بازی‌ها و سرگرمی‌های مردم در آن دوران از جمله فواید جانبی نزهةالمجالس است.
شروان در زمان خاقانی، زیر نظر شروانشاهان بوده است. نیاکان شروانشاهان، عرب‌تبار بودند، اما با وصلت با خاندان‌های محلی، از قرن دهم میلادی به بعد، شروانشاهانه هویت ایرانی گرفتند و اصلیت خود را به ساسانیان می‌رساندند.
خاقانی شروانی (۵۸۲–۵۲۰ هجری قمری)، از بزرگ‌ترین شاعران ایران در قرن ششم است. وی به‌خصوص در قصیده، صاحب سبک و از قوت اندیشه و مهارت کم‌نظیری در ترکیب‌سازی و مضمون‌پردازی برخوردار است. خاقانی علاوه بر دیوان، صاحب منظومه‌ای به نام تحفةالعراقین و نیز اثر دیگری به نام منشآت است که در برگیرندهٔ نامه‌های اوست.
زادگاه خاقانی آنچنانکه از موارد بسیار در دیوان او و به عبارت‌های مختلف برمی‌آید، شهر شَروان از بلاد قفقاز در شمال رود کُر است و در بسیاری از کتاب‌های تاریخی و جغرافیایی و تذکره‌ها نیز شروان به عنوان موطن خاقانی ذکر شده است، و اینکه بعضی از تذکره‌نویسان متأخر زادگاه او را به‌صورت «شیروان» ذکر کرده‌اند نادرست است. از موارد متعدد در دیوان او این ابیات را می‌توان به‌عنوان شاهد نقل کرد:
| عیب شروان مکن که خاقانی  |  | هست از آن شهر کابتداش شر است |
| عیب شهری چرا کنی بدو حرف |  | کاوّل شرع و آخر بشر است       |

شروان کهن بعد از انقراض آخرین سلسلهٔ شروانشاهان و استیلای صفویه بر آن شهر، و دست به دست گشتن‌های آن میان ایران و عثمانی ظاهراً ویران شده است و جهانگردان در اواخر عصر صفویه ویرانه‌های خالی از سکنهٔ آن را دیده‌اند. اما شیروان وطن زین‌العابدین شیروانی و بهار شیروانی نام جدید آن ناحیه و ولایت است و شهر مرکز آن شماخی است.

## آثار خاقانی

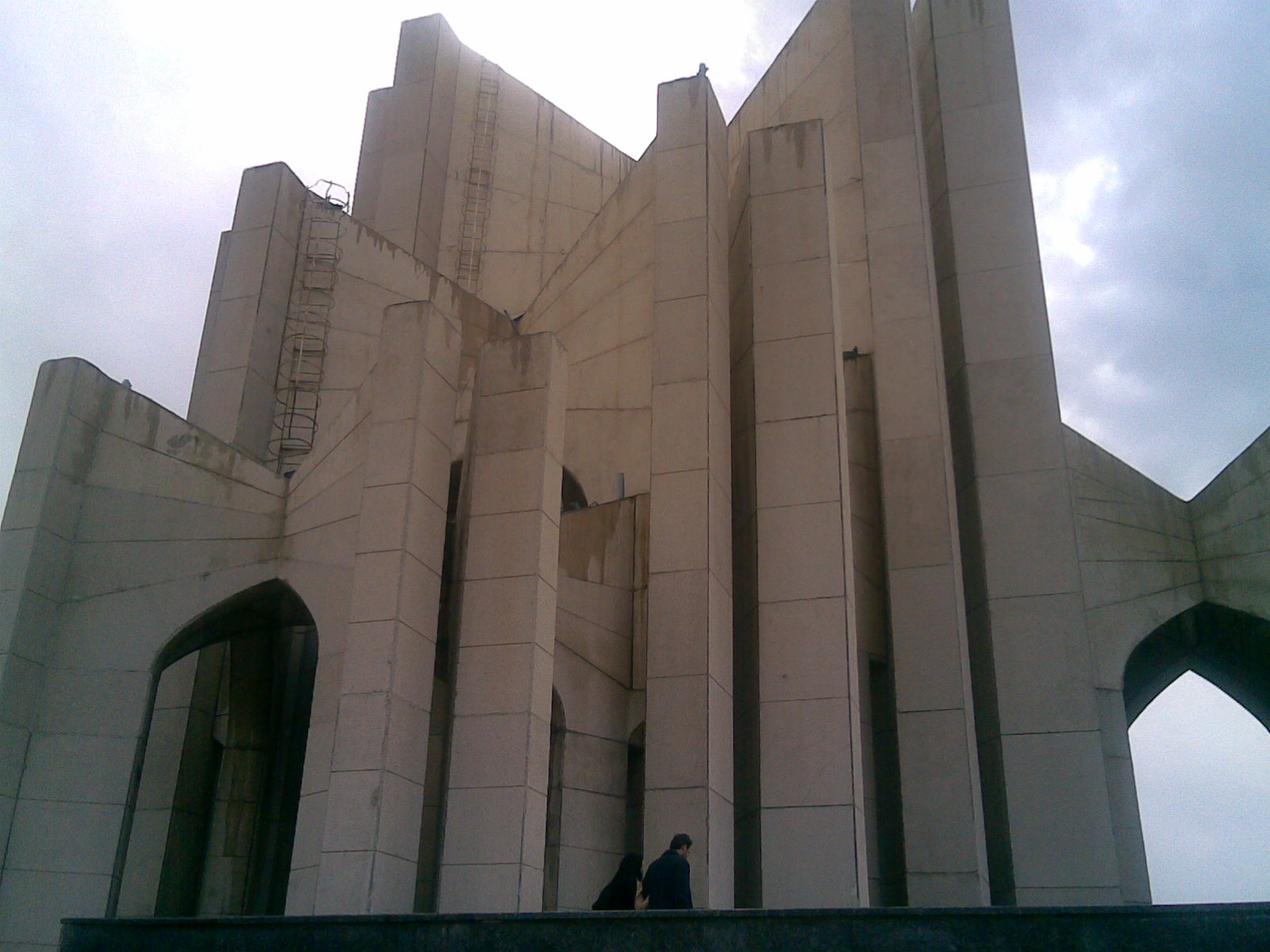
مقبرةالشعرای تبریز، محل دفن حدود ۴۰۰ تن از دانشمندان و ادیبان نام‌آور ایران است.

قصاید و غزلیات خاقانی شروانی با تصحیح عزیزالله علیزاده در نشر فردوس تهران در سال ۱۳۹۰ در ۸۸۰ صفحه منتشر شده است. این اثر شامل ۹۴۴۷ بیت قصیده و ۳۸۵۳ بیت غزل است. کشف الابیات و واژه‌نامه نیز بدان پیوست شده است.
دیوان، شامل قصاید، ترجیعات، مقطعات، غزلها و رباعیات است. دیوان خاقانی به تصحیح سید ضیاءالدین سجادی در سال ۱۳۳۸ در تهران به چاپ رسیده بود.
تحفةالعراقین، مثنوی در سه هزار و دویست بیت است که در سال ۵۵۱ تألیف شده است. تحفةالعراقین در شرح نخستین سفر خاقانی به مکه و «عراقین» است و در ذکر هر شهر از رجال و معاریف آن نیز یاد کرده و در آخر هم ابیاتی در حسب حال خود آورده است. تحفةالعراقین به تصحیح یحیی قریب در سال ۱۳۳۰ در تهران به چاپ رسید. پس از آن، چندین نسخه معتبر از تحفةالعراقین شناسایی شد که در این میان نسخه وین (با عنوان ختم‌الغرایب) تاریخ ۵۹۳ هجری را دارد.
منشآت خاقانی، چند نامه از خاقانی است که به بزرگان زمان خود نوشته، و غالباً مشحون از کلمات و جملات عربی دشوار و مترادف و گاهی از اشعار خود خاقانی در آن‌ها هست.
قصاید خاقانی به نسبت در مرتبه‌ای بالا قرار دارد. از او قطعات بسیار خوبی نیز دردست است، اما غزلیاتش در سطح قصاید او نیستند.
شعر خاقانی سبکی دیریاب و بغرنج دارد و بیشتر، نظمی است هنرمندانه با گرایش‌های سخنوری و دقایق لفظی.

## تأثیر هنر خاقانی بر حافظ
بنا به وجود مضامین و تعابیر همانند در اشعار خاقانی و حافظ و سعدی و نیز با توجّه به پاره‌ای از غزلیات هم‌وزن و هم قافیهٔ آن‌ها می‌توان نگرش این دو شاعر بزرگ را به دیوان خاقانی نتیجه گرفت. به عنوان نمونه می‌توان موارد زیر را شاهد آورد:
| دیدی که یار چون ز دل ما خبر نداشت |  | ما را شکار کرد و بیفکند و برنداشت |

خاقانی
| دیدی که یار جز سر جور و ستم نداشت؟ |  | بشکست عهد و از غم ما هیچ غم نداشت؟ |

حافظ
| داده‌ام صدجان بهای گوهری در من یزید |  | ور دوعالم داده‌ام، هم رایگان آورده‌ام |

خاقانی
| بی‌معرفت مباش که در من یزید عشق |  | اهل نظر معامله با آشنا کنند |

حافظ
| تاکی از قصه‌های بدگویان |  | قصه‌های پیش داور اندازیم |

خاقانی
| یکی از عقل می‌لافد یکی طامات می‌بافد |  | بیا کاین داوری‌ها را به پیش داور اندازیم |

حافظ
| هرلحظه هاتفی به تو آواز می‌دهد |  | کاین دامگه نه جای امان است، الامان |

خاقانی
| به کمندی درم که ممکن نیست |  | رستگاری به الامان گفتن |

سعدی

## خاقانی و نظامی
از معاصران خاقانی میان او و نظامی گنجوی به سبب نزدیکی محل زندگی، دوستی برقرار بود و وقتی خاقانی درگذشت، نظامی در رثایش چنین سرود:
| به خود گفتم که خاقانی دریغاگوی من باشد |  | دریغا من شدم آخر دریغاگوی خاقانی |

## خاقانی‌پژوهی
از زمان خود خاقانی، تلاش برای دریافت و درک شعر او وجود داشته است و شروح گوناگونی از دیرباز که بر شعر خاقانی نوشته‌اند وجود دارد.
از برجسته‌ترین خاقانی پژوهان ایرانی سید ضیاءالدین سجادی می‌باشد. وی منقح‌ترین دیوان را از خاقانی به چاپ رسانده است. همچنین فرهنگ اصطلاحات خاقانی نیز از وی چاپ شده است. از دیگر خاقانی پژوهان می‌توان به میر جلال الدین کزازی، معصومه معدن‌کن و نصرالله امامی اشاره کرد.

## نمونهٔ اشعار
| خاقانی آن کسان که طریق تو می‌روند  |  | زاغ‌اند و زاغ را روش کبک آرزوست      |
| بس طفل کارزوی ترازوی زر کند       |  | بادام از آن خرد که ترازو کند ز پوست |
| گیرم که مارچوبه کند تن به شکل مار |  | کو زهر بهر دشمن و کو مهره بهر دوست  |

از قصیدهٔ ایوان مدائن
| هان ای دل عبرت‌بین از دیده عبر کن هان     |  | ایوان مدائن را آیینه عبرت دان            |
| یک ره ز لب دجله منزل به مدائن کن         |  | وز دیده دوم دجله بر خاک مدائن ران        |
| خود دجله چنان گرید صد دجله خون گویی      |  | کز گرمی خونابش آتش چکد از مژگان          |
| بینی که لب دجله چون کف به دهان آرد       |  | گویی ز تَف آهش لب آبله زد چندان           |
| از آتش حسرت بین بریان جگر دجله           |  | خود آب شنیدستی کآتش کندش بریان           |
| بر دجله گری نونو وز دیده زکاتش ده        |  | گرچه لب‌دریا هست از دجله زکات استان       |
| گر دجله درآموزد باد لب و سوز دل          |  | نیمی شود افسرده نیمی شود آتشدان          |
| تا سلسله ایوان بگسست مدائن را            |  | در سلسله شد دجله، چون سلسله شد پیچان     |
| گه‌گه به‌زبان اشک آواز ده ایوان را         |  | تا بو که به گوش دل پاسخ شنوی ز ایوان     |
| دندانه هر قصری پندی دهدت نونو            |  | پند سر دندانه بشنو ز بن دندان            |
| گوید که تو از خاکی ما خاک توایم اکنون    |  | گامی دوسه بر ما نه و اشکی دوسه هم بفشان  |
| از نوحه جغد الحق ماییم به دردسر          |  | از دیده گلابی کن دردسر ما بنشان          |
| آری چه عجب داری کاندر چمن گیتی           |  | جغد است پی بلبل، نوحه است پی الحان       |
| ما بارگه دادیم، این رفت ستم بر ما        |  | بر قصر ستمکاران تا خود چه رسد خذلان      |
| گویی که نگون کرده‌ست ایوان فلک‌وش را       |  | حکم فلکِ گردان یا حکم فلک گردان           |
| بر دیدهٔ من خندی ک‌این‌جا زِ چه می‌گرید       |  | خندند بر آن دیده ک‌این‌جا نشود گریان       |
| نی زالِ مدائن کم از پیرزنِ کوفه            |  | نه حجرهٔ تنگِ این کم‌تر زِ تنورِ آن           |
| دانی چه؟ مدائن را با کوفه برابر نه!      |  | از سینه تنوری کن وَ ز دیده طلب طوفان      |
| این است همان ایوان ک‌از نقشِ رخِ مردم       |  | خاکِ درِ او بودی دیوارِ نگارستان            |
| این است همان درگَه ک‌اورا زِ شهان بودی      |  | دیلم مَلِکِ بابِل، هندو شهِ ترکستان           |
| این است همان صفّه ک‌از هیبتِ او بردی        |  | بر شیرِ فلک حمله شیرِ تنِ شادروان           |
| پندار همان عهد است. از دیدهٔ فکرت بین     |  | در سلسلهٔ درگَه، در کوکبهٔ میدان            |
| از اسب پیاده شو، بر نَطعِ زمین رُخ نه       |  | زیرِ پیِ پیل‌اش بین شه‌مات شده نُعمان         |
| نی! نی! که چو نُعمان بین پیل‌افکنِ شاهان را |  | پیلانِ شب و روزش کُشته به پیِ دوران         |
| ای بس شهِ پیل‌افکن ک‌افکند به شه‌پیلی        |  | شطرنجیِ تقدیرش در مات‌گَهِ حرمان             |
| مست است زمین؛ زیرا خورده‌ست به‌جایِ می      |  | در کاسِ سرِ هرمز، خونِ دلِ نوشروان           |
| بس پند که بود آن‌گه بر تاجِ سرش پیدا       |  | صد پندِ نو است اکنون در مغزِ سرش پنهان     |
| کسری و ترنجِ زر، پرویز و ترهٔ زرّین         |  | بر باد شده یک‌سر، با خاک شده یک‌سان        |
| پرویز به هر خوانی زرّین‌تره گستردی         |  | کردی زِ بساطِ زر، زرّین‌تره را بستان         |
| پرویز کنون گم شد! زآن گم‌شده کم‌تر گو      |  | زرّین تره کو برخوان؟ رو «کَم تَرَکوا» برخوان |
| گفتی که کجا رفتند آن تاج‌وران اینک        |  | ز ایشان شکمِ خاک است آبستنِ جاویدان        |
| بس دیر همی‌زاید آبستنِ خاک، آری            |  | دشوار بود زادن، نطفه ستدن آسان           |
| خونِ دلِ شیرین است آن می که دهد رَزبُن       |  | ز آب و گِلِ پرویز است آن خُم که نهد دهقان   |
| چندین تنِ جبّاران ک‌این خاک فروخورده‌ست      |  | این گرسنه‌چشم آخر هم سیر نشد ز ایشان      |
| از خونِ دلِ طفلان سرخابِ رخ آمیزد           |  | این زالِ سپید ابرو، وین مامِ سیه‌پستان      |
| خاقانی ازین درگه دریوزهٔ عبرت کن          |  | تا از درِ تو زین‌پس دریوزه کند خاقان       |
| امروز گر از سلطان رندی طلبد توشه         |  | فردا زِ درِ رندی توشه طلبد سلطان           |
| گر زادِ رهِ مکه تحفه‌ست به هر شهری          |  | تو زادِ مدائن بَر تحفه ز پیِ شروان          |
| هرکس برَد از مکّه سبحه زِ گِلِ جمره           |  | پس تو ز مدائن بَر سبحه ز گلِ سلمان         |
| این بحرِ بصیرت بین! بی‌شربت از او مگذر     |  | ک‌از شطِّ چنین بحری لب‌تشنه شدن نتوان        |
| اِخوان که زِ راه آیند، آرند ره‌آوردی        |  | این قطعه ره‌آورد است از بهرِ دلِ اِخوان      |
| بنگر که در این قطعه چه سحر همی راند      |  | معتوهِ مسیحا دل، دیوانه‌یِ عاقل جان         |

در اشتیاق وفا
| راه نفسم بسته شد از آه جگر تاب      |  | کو هم نفسی تا نفسی رانم ازین باب  |
| از هم نفسان نیست مرا روزی ازیراک    |  | در روزن من هم نرود صورت مهتاب     |
| بی هم نفسی خوش نتوان زیست به گیتی   |  | بی‌دست شناور نتوان رست ز غرقاب     |
| امید وفا دارم و هیهات که امروز      |  | در گوهر آدم بود این گوهر نایاب    |
| جز ناله کسی همدم من نیست ز مردم     |  | جز سایه کسی همره من نیست ز اصحاب  |
| آزردهٔ چرخم نکنم آرزوی کس            |  | آری نرود گرگ گزیده ز پی آب        |
| امروز منم روز فر رفته و شب نیز      |  | سرگشته ازین بخت سبک‌پای گران خواب  |
| نالنده و دل مرده تر از مرغ به شبگیر |  | لرزنده و نالنده‌تر از تیر به پرتاب |
| گرم است دمم چون نفس کورهٔ آهن        |  | تنگ است دلم چون دهن کوزهٔ سیماب    |
| با این همه امید به بهبود توان داشت  |  | کان قطرهٔ تلخ است که شد لل خوشاب   |
| راحت ز عنا زاید و شک نی که به نسبت  |  | زان حصرم خام است چنین پخته می‌ناب  |
| از دادهٔ دهر است همه زادهٔ سلوت       |  | از بخشش چاه است همه ریزش دولاب    |
| ای مرد سلامت چه شناسد روش دهر       |  | از مهر خلیفه که نویسد زر قلاب     |

## مقام شاعری خاقانی
خاقانی از سخنگویان قوی‌طبع و بلندفکر و یکی از استادان بزرگ زبان پارسی و در درجهٔ اول از قصیده‌سرایان عصر خویش است. توانایی او در استخدام معانی و ابتکار مضامین در هر قصیدهٔ او پدیدار است.
به بیان بدیع‌الزمان فروزانفر: «می‌توان گفت که بسیاری اطلاع و احاطهٔ خاقانی بر لغات عربی و فارسی و اصطلاحات فلاسفه و اطباء و دقت ادبی او در ترکیب الفاظ سبب پوشیدگی آرا و افکار سادهٔ وی گردیده، چندان که گمان می‌رود مضامین ابیاتش نیز سراسر پیچیده و فکر او از حد طبیعی بیرون است، و این خیال اگر هم در قسمتی از ابیات او با واقع مطابقت کند ولی در بسیاری از آن با حقیقت سازگار نیاید».
دیوان خاقانی از منظر مقام سخنوری و توانایی، از پیچیده‌ترین دیوان‌هاست و به همین سبب، در بین عامه مردم از توجه کمتری برخوردار است. چون هم فهم درست و لذت بردن از اشعارش نیاز به سطح بسیار بالایی از چیرگی به زبان پارسی و دیگر دانش‌ها مانند پزشکی کهن ایرانی که بیشتر بر مبنای گیاه‌شناسی و داروشناسی بود، نجوم، تاریخ، قرآن‌شناسی و حدیث‌شناسی دارد؛ و هم اینکه خواننده باید با شعر پارسی از دیدگاه فنی و به اصطلاح «صنعت شعر»، به حد کافی مطلع باشد تا بتواند به اشعار پرمغز خاقانی به‌درستی پی‌ببرد.
شعر خاقانی سبکی دیریاب و بغرنج دارد و بیشتر، نظمی است هنرمندانه با گرایش‌های سخنوری و دقایق لفظی.
خاقانی از بلندپایه‌ترین شاعران پارسی‌گوی و از جمله ادیبانی است که مورد استقبال و اقتباس دیگر شاعران قرار گرفته است. شاعران بلندپایه‌ای مانند سعدی و حافظ بسیاری از ابداعات و مضامین او را استقبال و تضمین نموده‌اند.
هم‌اکنون بسیاری از خیابان‌های ایران به نام این شاعر بزرگ نام‌گذاری شده‌اند که از جمله آن‌ها می‌توان خیابان خاقانی در شهرستان ساری را نام برد.